# Bretagnes historie
Bretagnes historie er beretningen om et lille selvstændigt keltisktalende område, som blev opslugt af stormagten Frankrig. Områdets historie rækker tilbage til stenalderen, som har sat sig spor i mægtige monumenter som Carnac-stenene), men det får først selvstændig karakter, da mange britere udvandrer fra England under angelsaksernes pres.
Under ledelse af høvdinge og biskopper udvandrer hele familier og samfund fra Cornwall og Wales til Bretagne. Her bliver de keltiske briter assimileret med den stedlige, galliske befolkning i årene mellem 400 og 600, og det ser ud til, at udvandringen var slut omkring år 600.

## Fra fyrstendømmer til hertugdømme: Bretoner og Karolinger
- 753: Pipin den Lille angriber Bretagne
- 786: Karl den Store angriber Bretagne hjulpet af marsk Audulf.
- 798-799: Bretagne erobret første gang af greven af Gui i Karl den Stores navn.
- 801 og 811: Oprør. Nye angreb fra Karl den Store.
- 818, 824 og 837: Fornyede oprør og angreb fra Ludvig den Hellige
- 845: Slaget ved Ballon. Nominoë besejrer Karl den Skaldede og opnår i
- 846: selvstændighed for Bretagne.
- 851: Nominoë dør. Bretagne får lenshøjhed over grevskaberne Roazhon, Naoned og over området Retz. Erispoë, hans søn, bliver bretonernes konge.
- 856: Traktaten i Louviers.
- 857: Erispoë bliver myrdet af sin fætter Salaün, som arver kronen.
- 863: Traktaten i Entrammes. Bretagne får grevskabet Maine og en del af Anjou.
- 868: Traktaten i Compiègne. Bretagne når sin maksimale størrelse med Cotentinhalvøen og Avranchin.
- 874: Salaün bliver myrdet.
- 888: Alan den Store bliver kongekronet.
- 907: Alan den Store dør.

- 907: Her begynder stridigheder mellem fyrsterne at svække Bretagne. På bekostning af Alans to sønner, Rudalt og Derien, og andre slægtninge bliver Gurmaëlon anerkendt som konge. Konflikterne inden for adelen fremkalder usikkerhed og anarki. Vikingeangrebene tager til, og de ledes af Ohtor, Hroald og Ragenhold. Forskellige grupper sætter sig fast på kystnære støttepunkter (især i området ved Naoned (Nantes)).
- 919: Kirkens folk begynder at flygte til England eller Frankrig. De bliver snart fulgt af adelen og andre rige. Denne flugt danner baggrunden for den respekt, der står om relikvier, der blev medbragt af munkene fra deres hjemsted: Skt. Corentin påkaldes i Marmoutiers, Skt. Guénaël i Courcouronne, Skt. Samson i Orléans og Skt. Magloire i Paris.

- 936: Alan Barbe-Torte samler bretonerne. Han er søn af greven til Poher og sønnesøn af kong Alan den Store og er vendt hjem fra England på opfordring af abbed Jan af Landevennec.

- 937: Normannerne bliver slået ved Nantes
- 939: Normannerne bliver slået igen ved Trans-sur-Erdre den 1. august 939, som bliver national festdag.

Straks efter udbryder der strid mellem det dynasti, som stammer fra Alan Barbetorte, hertug og greve af Kerneweg, og det, som stammer fra Juhel Berenger, greve af Roazhon (Rennes). Gennem ægteskaber er det Thibaldierne, grever af Chartre og Blois, som kontrollerer grevskabet Roazhon (Rennes), mens greverne af Anjou styrer grevskabet Naoned (Nantes).
- 987: Greven af Rennes Conan 1. overvinder bretonerne fra Nantes og tager kontrol med hele Bretagne under capetingernes formelle lenshøjhed.

## Højmiddelalderen
- 1066: Wilhelm Erobreren invaderer og erobrer England. Han bliver ledsaget af adskillige bretoner.

- 1076: Wilhelm belejrer Dol. Den franske konge, Philippe 1., tvinger ham til at hæve belejringen og lægger vægt bag capetingernes lenshøjhed over Bretagne.

- 181-1186: Godfred 2., søn af Henrik 2. af England, som er forlovet med arvingen til hertugdømmet, modsætter sig i sin regeringstid farens forsøg på at lægge hertugdømmet ind under hans engelske besiddelser. Sønnen, Arthur, gør det samme (1186-1203).

- 1185: Godfred 2. underskriver Grev Godfreds forordning, som forbyder opsplitning af len. Det styrker det feudale styre i Bretagne.

- 1213: Kong Philip August af Frankrig indsætter capetingerfyrsten Pierre 1. Mauclerc som baillistre, dvs. administrator for hertugdømmet og værge for hans søn, Jan 1. af Bretagne. Det er ham, der indfører hermelinerne i Bretagnes våben.

## Senmiddelalderen
- 1341-1364: Den bretonske arvefølgekrig eller de to Jean'ers krig, mellem halvbroderen til den sidste hertug, Jean af Montfort, og hans niece, gift med den franske konges nevø, Charles de Blois

På baggrund af krigen indføres salisk arvefølgelov i Bretagne.
- 1352: Bretagnes parlament oprettes.

- 1378: Frankrigs konge, Karl 4., invaderer Bretagne, hvad der får bretonerne til at hjemkalde Jean 4. af Montfort,
- 1381: Jean af Montfort sværger troskab til kongen af Frankrig ved Traktaten i Guérande.

- 29. september 1364: Slaget ved Auray betyder sejr for huset Montfort.

- 12. februar-4. juli 1420: Hertug Jean 5. bliver fanget af greverne af Penthièvre.

- Frans 2. undertegner en alliance med Burgund og England, men Louis 9. tvinger ham til at tilbagekalde den.

- 28. juli 1488: Slaget ved Skt.-Aubin-du-Cormier.

- 1490: Frans 2. bortgifter sin datter, Anne, til Maximillian af Østrig, men Charles 8. tvinger ham til at opgive dette ægteskab, og i stedet gifter han sig selv med Anne.

## Nyere tid
- 1498: Louis 12. opgiver sit første ægteskab for i stedet at gifte sig med arvehertuginde Anne.

- 1514: Claude af Frankrig, datter af Anne og Louis 12., arver Bretagne og gifter sig med Frans 1., trods sin moder, Annes, råd og først efter dennes død.

- 1524: Tronfølgeren Frans overtager hertugdømmet og regerer Frankrig i en kort periode under navnet Frans 2.

- 1532: Undertegnelse af unionstraktaten mellem Bretagne og Frankrig, godkendt af det bretonske parlament, efter 34 år med ægteskabelige unioner mellem hertuginderne af Bretagne og kongerne af Frankrig. Det drejer det sig altså om en union, der indgås med begge partes gode vilje og ikke om en annektering.

- 1675: Kerneweg oplever de røde huers oprør, som bliver nedkæmpet af hertugen af Aiguillon.

- 4. august 1789, kaldet "4. augustnatten": I Paris vedtager den lovgivende forsamling med enstemmighed afskaffelsen af alle feudale privilegier, herunder provinsernes rettigheder. På den måde mister Bretagne sine sidste særegenheder inden for administration, skatteopkrævning og rettergang.

## Nyeste tid
I 1960'erne bliver der bygget et center for eksperimentel atomkraft i Brennilis i Arréebjergene. Værket har været lukket siden 1988 og er stadig under nedbrydning. Det er det første eksempel på nedbrydning af et atomkraftværk i Frankrig.
16. marts 1978 grundstøder Amoco Cadiz nogle få hundrede meter fra den lille havn ’’Portsall’’ i Ploudalmézeau. Følgen bliver et udslip af olie, som skaber alvorlig forurening langs de nordlige og nordvestlige kyster af Bretagne.
1980: Befolkningen i Plogoff, en kommune der rummer forbjerget Pointe du Raz, modsætter sig planer om oprettelse af et atomkraftværk i kommunen. De får kraftig medieopbakning, og planerne bliver til sidst opgivet.